# Dobruška
Dobruška (in tedesco Gutenfeld) è una città della Repubblica Ceca facente parte del distretto di Rychnov nad Kněžnou, nella regione di Hradec Králové.